# 靠廢柴技能【狀態異常】成為最強的我將蹂躪一切
《靠廢柴技能【狀態異常】成為最強的我將蹂躪一切》是篠崎芳所著的日本輕小說。2017年11月起於成為小說家吧連載；2018年7月起經OVERLAP發行文庫版，由KWKM擔綱插畫，出版至今12卷。截至2024年9月，系列累積發行超過300萬本。2024年7月起播放電視動畫。

## 故事簡介
與同學一起被召喚到異世界的高中生三森燈河成為了異界勇者，但他是全班裏唯一排名最低的E級勇者。而且，由於他獲得的固有技能是世界上被稱作「廢柴技能」的【狀態異常技能】，所以他被女神薇希斯放逐，讓其於存活率為零的廢棄遺蹟中自生自滅。在絕望深淵中，三森燈河用自己的技能成功戰勝魔物，逃出遺蹟，踏上了向將他逼到死亡邊緣的女神薇希斯和他的同學們的復仇之旅。

## 登場人物

### 亞信特·蒼蠅王戰團
三森在烏爾薩擊敗亞信特成員後，為了向女神復仇而成立，自稱是從咒術師集團【亞信特】獨立出來的傭兵團，目前正與盡頭之國和米拉帝國合作。
三森燈河（聲：鈴木崚汰、津久井彩文（幼年））
有【背景人物】之稱，17歲，蒼蠅王戰團團長，稱號為【蒼蠅王】《貝爾傑吉亞》，曾化名“哈提·斯庫爾”。E級勇者，表面看似善良、柔弱，毫無存在感，容易任人擺布，實際上卻是冷酷無情的人，但非常重視隊友的安危。因為被認定將來成長幅度低下，會扯其他勇者後腿，遭到女神薇希斯丟棄，因此憎恨女神薇希斯且立誓決定變強並向她復仇。家庭背景相當淒慘，從小沒有父母的關愛，不僅寄宿在別人家，也沒什麼朋友，每晚也只能待在陽台度日，還要遭受親生父母的暴行，家人中只有他叔叔嬸嬸（聲：加藤涉、集貝花）關愛著他。固有技能【狀態異常賦予】，合體技為【攻性形態·最終加速】，特殊道具為《皮囊》，注入魔素後能從原來世界召喚現代食物，無法指定食物，出現什麼全是隨機，有冷卻時間，無法連續使用，並且因為會產生塑膠垃圾，因此使用頻率不高。於第六卷和瑟拉絲確定情侶關係並與瑟拉絲接吻。
瑟拉絲·亞休連（聲：宮下早紀）
19歲。高等精靈，有【公主騎士】之稱，容貌冠絕天下的絕世美人，個性高潔，害怕蚯蚓。持有精靈術【精式靈裝】，使用後需支付睡眠代價。前高等精靈國公主，因與失散精靈【風之精靈】席菲澤雅締結契約，遭國家放逐（事實上是為了得到救治乳母庫蕾修特的孫女莉葉麗所患的死花病的救藥“殺戮枯花”而踏入國家禁止進入的禁忌之谷）。後投靠涅亞聖國，成為涅亞聖國聖騎士團團長以及公主的貼身護衛。巴庫歐斯帝國侵略涅亞聖國後化名“彌絲朵·巴魯卡斯”逃亡，被神聖守衛追趕至闇色森林，本想與之一決勝負，但是神聖守衛早已被燈河殺死，自己也與燈河邂逅。在闇色森林戰役中被燈河所救，因而愛上燈河。為亞信特·蒼蠅王戰團副團長，蒼蠅王第一誓劍《亞斯塔利亞》。於第六卷和三森燈河接吻確定情侶關係。
嗶嘰丸（聲：津久井彩文）
三森在廢棄遺跡附近一帶的闇色森林救下的史萊姆，過去總是被同伴們欺凌，被三森收養後與三森共同行動。
斯雷
三森的坐騎，從黑蛋（動畫改為紅黑斑點的白蛋）中誕生的雌性馬型魔物。第三型態時，能變換為斯雷普尼爾（八腳馬）的型態。
伊芙·史畢德（聲：上田瞳）
豹型亞人種，蒙洛伊最強血鬥士，史畢德族最後一人。亞信特・蒼蠅王戰團成員，蒼蠅王第二誓劍《阿斯塔瓦》。在燈河前往盡頭之國前，為了照顧麗兹，將其留在魔女住所。
麗茲貝德（聲：和多田美咲）
黑暗精靈族，《夏那提司》族人。本名亞纳奥羅巴爾，後被養父命名麗兹貝德，此名源自養父去世的親生女兒。過往因聚落被亞萊昂【第六騎兵隊】屠殺後而流浪，被人類養父收養，養父對其疼愛有加，但好景不常，養父不久後去世，麗兹再次流浪，被奴隸販子绑架，賣去蒙洛伊在白足亭工作，工作困苦，還得忍受老闆娘的言語暴力和精神折磨，與伊芙相依為命，形同姐妹，被燈河拯救後，目前和伊芙留在魔女住所，與埃麗卡一同生活，喜愛嗶嘰丸和斯雷。
喵琪
原本隸屬亞萊昂的神獸，喵丹的妹妹。被女神指派去幫助勇者神劍，雖然是神獸，但隊伍中地位有如奴隸一般，經常被勇者神劍的成員百般折磨。被亞信特·蒼蠅王戰團救下後，與他們一同前往盡頭之國，目前正受亞信特·蒼蠅王戰團保護，並得以與喵丹重逢。
埃麗卡·亞納奧羅巴爾（聲：小原好美）
黑暗精靈族，有【禁忌魔女】之稱。亞信特・蒼蠅王戰團的合作對象之一，曾為女神薇希斯效力過。
沐寧
禁字族（庫洛薩卡）族長，盡頭之國戰役之後加入，參見「沐寧」。
高雄聖
高雄組隊長，S級勇者，於米拉帝國的戰爭期間加入，參見「高雄聖」。
高雄樹
高雄組成員，A級勇者，於米拉帝國的戰爭期間加入，參見「高雄樹」。

### 異界勇者
荻十學園2年C班的學生。隨著被女神召喚到異世界後，開始各自組成各自的小團體，之後在進入魔群帶進行訓練以及在大魔帝討伐戰之中，已經有部分同學陣亡。

#### 十河組
十河綾香（聲：奈波果林）
2年C班班長，班級學號19號。S級勇者。雖為S級，但直到魔防白城戰役前，遲遲未獲得自己的特殊技能，同時還因一開始反對將燈河放遂至廢棄遺蹟，而被女神視為眼中釘，為了不讓任何人死去，立誓將永無止境地變強；被三森認為既是最接近“勇者”形象之人，亦是勇者當中最難纏的對手。十河組的隊長。家境富裕，十河財團的千金，同時家裡經營道場，使用古武術《鬼槍流》，奧義為【極弦】，缺點是會對身體造成重大負擔。固有技能為【武裝戰陣】，技能名《刃裝》和《內爆》。殺死三隻人面種後獲得「人面種殺手」稱號。在王都艾諾對抗大魔帝時雖將其擊敗、但下一刻即被拓斗背叛，加上戰後從女神得知高雄組，也背叛女神而大受精神打擊以下，漸漸的相信了自己本不信任的女神。這時被女神以“蒼蠅王（三森）殺害安”與“高雄姐妹已被狂美帝洗腦”等謠言所騙，而隻身一人加入對米拉聯合軍對抗米拉軍的戰鬥，並以壓倒性的戰鬥力將米拉軍打回其國境。以後對上淺蔥組時，從鹿島小鳩得知蒼蠅王是存活的三森，以至安獲三森所救後，正重返亞萊昂等真相後，即使不信任淺蔥組，仍優先趕去阻止三森與拓斗的交戰。但當發現三森一行擊敗拓斗時，卻突襲三森（被瑟拉絲制止），並且無法相信三森，及其所為而導致精神錯亂；這時與三森等人會合的高雄組亦來了，她終於在聖的安撫以下徹底崩潰。終於重新振作以後戴上蒼蠅面具，代替高雄姐妹趕到喵丹旁，擊破辛齊率領的亞萊昂騎士團並救出剩餘的荻十學園2年C班學生。
周防萱子（聲：集貝花）
C級勇者。十河組的副隊長，十河加入對米拉聯合軍前委託她率領剩下的勇者。
室田繪里衣（聲：汐入明日香）
原隸屬於桐原組，在魔防白城戰後與其他成員一起加入十河組，為室田班班長。
二瓶幸孝
原隸屬於安組，在魔防白城戰後與其他成員一起加入十河組，為二瓶班班長。
南野萌繪
原組別不明，最初在勇者當中為格外膽小的少女。

#### 桐原組
桐原拓斗（聲：水中雅章）
原班級學號11號，S級勇者。固有技能為【金色龍鳴波】，其金色氣場被三森與金眼魔物相提並論。自稱「王之器」。原桐原組的隊長，且桐原組只招收桐原認同的「強者」。性格傲慢且自以為是，始終都認為自己是絕對正確的，甚至自詡為世界之王，不僅瞧不起實力較弱的人，也瞧不起異世界居民，同時對隊友的死活漠不關心，但對瑟拉絲・亞休連抱有執念。家境富裕，且家庭人脈特別廣，雙親每個月都會邀請自己的熟人參加烤肉宴會，其中也邀請到知名的網路紅人及企業人士。在魔防白城戰役中因對同組成員的死傷漠不關心，而使他在班上的名聲落千丈，之後背叛綾香並投靠大魔帝。隨後又為了計劃征服自己原來的世界，便殺了大魔帝，順便控制了其勢力，並準備南征。後在女神那邊得到【女神解咒】從而使得狀態異常對其無效化，同時在自己的要求下被扶植為馬格納王國新王（偽），並且手刃【黑狼】索賈特・西葛穆斯及白狼騎士團；並從其口中得知在得知蒼蠅王是三森後，更為憤怒，曾誓言剷除三森並將瑟拉絲佔為己有，後再攻打米拉的戰爭中，被三森以煽動的話語吸引注意，沐寧趁隙發動禁咒解除其【女神解咒】，之後三森的狀態異常順利奏效，最終經全員同意後將他凍結，在300天內無法甦醒，在這期間軀體被運往米拉帝國帝都。
小山田翔吾（聲：KENN）
原班級學號5號，A級勇者。固有技能為【赤拳彈】。原桐原組的成員。身形高大，且性格粗俗、野蠻。與家人關係密切，且家境富裕，父親經營車行，從事二手車買賣，初中時渴望最求刺激而加入某個不良團體，且該團體除了自己之外其他成員皆以遭到逮捕。在魔防白城戰役中因【灼腕】亞比斯・安袞在眼前死亡而精神崩潰。之後被女神洗腦並改造，性格大變，變得非常殘忍且嗜殺，且力量比以往更強，對女神的信仰也越來越強烈，甚至尊稱女神為母親。先後肅清掉【墮落守門人】法夫尼爾姐弟，並且被指派去和劍虎團與澤拉帝一同進攻米拉帝國。在進攻米拉期間，先後打死了霍克並將斯雷打成重傷，在即將侵犯瑟拉絲時被三森制止，在拷問期間試圖欺騙三森，好讓自己能反殺對方，但卻反被對方識破，最終死於三森的手中。翔吾死後，其遺體被三森利用【FREEZE】銷毀而消失。
苅谷幾美（聲：集貝花）
於魔防白城戰中陣亡，由於隊長桐原對她的死漠不關心，導致組員們不再信任桐原，並紛紛跳槽到十河組。

#### 安組
安智弘（聲：山下大輝）
原班級學號40號，A級勇者。固有技能【劍眼黑炎】，自稱【黑炎勇者】。原安組的隊長。穿越前，因得罪小山田翔吾， 因而受到霸凌，性格膽小。穿越後獲得A級勇者身份後性格大變，變得狂妄自大，也瞧不起異世界居民和弱者。但其實他本性並不壞，只是討厭被看不起，總是在隊員面前裝得高高在上。曾因其自私，在魔群帶使廣岡秋吉和佐久間晴彥等二名组員死亡。在魔防白城戰役中，被線鼬魔物斬斷三根手指後丟下同伴逃離戰場。手指被【女神氣息】治好，但在女神和同班同學心中的評價一落千丈。後被女神指派去徵召蒼蠅王戰團入夥，途中與進攻盡頭之國的第六騎兵隊會合。也對瑟拉絲・亞休連抱有強烈的迷戀，也曾妄想假藉徵召的名義殺害蒼蠅王，並將瑟拉絲・亞休連佔為己有。在被第六騎兵隊背叛並折磨之後，再度被砍斷了被女神治癒的手指，心靈便再度受到創傷，在第六騎被擊潰後，被盡頭之國俘虜並且救治，在盡頭之國期間，開始反思自己的那自以為是的行為，並且對於三森遭廢棄一事以及同組兩名隊友陣亡之事深感愧疚，被釋放後重振精神並離開盡頭之國，開始長途的旅程。

#### 淺葱組
原為亞萊昂王國異界勇者隊伍，由戰場淺蔥帶領的小隊，成員皆是自從三森遭到廢棄後為了求自保而齊聚一堂，且除了戰場淺蔥為B級外，其他成員多以C級以下的“弱者”為主。後全員隨著戰場淺蔥投靠米拉帝國。
戰場淺蔥（聲：平山笑美）
原班級學號2號，B級勇者。固有技能【群體強化】可臨時強化隊友們的戰力，【單體弱化】可削弱敵方的戰力，【女王觸弱】可將對方的狀態變成跟自己相同，也因此淺蔥盡可能不讓自己升級，【痛覺遮斷】則可讓對方完全感受不到疼痛。淺葱组隊長，原亞萊昂王國異界勇者，後叛逃，投靠米拉帝國。講話毒舌，詭計多端，內心城府極深，難以捉摸，就連擁有測謊能力的聖也無法看穿她的心思（實際上只是以遊戲的心態看待所有事情）。對女神非常不信任，擁有說謊癖，幾乎在鹿島外的每個人面前都很少說實話，且經常欺負或調戲鹿島。討厭他人以姓氏「戰場」稱呼她，同時也討厭自己的姓氏「戰場」，因此任何人稱呼她都以全名或是直接叫她的名字「淺蔥」。家庭背景相當淒慘，父親因不明原因而自盡。於最終的戰爭中被薇希斯所殺。
鹿島小鳩（聲：長繩麻理亞）
D級勇者。固有技能為【管理塔】，可以掌控勇者們的狀態訊息，但僅限異界勇者。淺葱组成員，因名字有【鳩】而經常被淺蔥以鴿子的叫聲戲稱【波波】，原亞萊昂王國異界勇者，後和淺蔥一同加入米拉陣營。性格內向害羞，對燈河遭廢棄一事深感愧疚，且對隊長淺蔥感到畏懼。後得知蒼蠅王正是三森燈河本尊的真相。後來在說服十河時，即將面臨淺葱组和十河的決裂之時，無奈當著淺葱组和十河的面道出蒼蠅王是三森的真相。
佐倉麻美
B級勇者。在阿萊昂王國西南部魔骨遺跡受到巨大骷髏騎士襲擊而被斬下右手，獲小鳩急救以後，得女神以【女神的吐息】接回右手。

#### 高雄組
原為亞萊昂王國異界勇者隊伍，是由一對雙胞胎姊妹組成的小隊，因此成員只有兩位，行事非常隱密，就連女神也難以捉摸，狂美帝曾透過安插於亞萊昂的間諜與其接觸，試圖說服其加入米拉陣營，但隨著聖向女神的叛變失敗後與米拉帝國失聯。後來在三森與十河對峙的現場與三森等人會合，隨後併入亞信特·蒼蠅王戰團。
 高雄聖（聲：早見沙織）
原班級學號23號，S級勇者。固有技能【WIND】，能將《FIRE》《BLIZZARD》《THUNDER》與【WIND】结合，又被稱為複合屬性，能使用《THUNDER》給手機充電，【WIND】也可以測謊，並感知周圍動静。樹的姐姐，高雄組的隊長。思想缜密，而且始終能保持理性，與十河的關係親近。之後和妹妹樹一同背叛女神。在暗殺女神的計畫失敗後身受重傷，和樹一起逃往金棲地帶，之後獲伊芙所救，並在魔女住所養傷。康復後受託前往安撫十河並與三森等人會合。已經得知小山田為三森所殺，向十河謊稱他與安遵照女神的命令前往某處而行蹤不明。
 高雄樹（聲：前田佳織里）
原班級學號22號，A級勇者。固有技能【雷擊逡巡之人】。聖的妹妹，也是高雄組的唯一隊員。對姐姐抱有近似愛情的好感，性格樂觀，對桐原拓斗非常反感。在姊姊背叛女神後和她一同逃往金棲地帶，之後獲伊芙所救。

#### 其他
三森燈河
參見「三森燈河」。
柘榴木保（聲：三木真一郎）
班級導師，性格好色，為D級勇者。

### 亞萊昂王國
神聖聯合的加盟國之一，王都為艾諾。位於大陸東邊，2C班學生被召喚到的國家，國家採取神權政治，且國王沒有實權，該國則是由女神直接統治，主要戰力為【亞萊昂十三騎兵隊】。
尤瑟夫·沃耶塔（聲：玉井勇輝）
亞萊昂王國國王，擁有【堅王】之稱，但無實權。
薇希斯（聲：小清水亞美）
本作最終反派。把2C班召喚到異世界的女神，也同時是異世界人們信仰的神，亦是亞萊昂實質統治者，擁有【女神解咒】從而使得【狀態異常賦予】對其無效，而且可以傳授給其他人。三森主要痛恨的對象。利己主義者，由於品性惡劣，被三森稱其為「混帳女神」，旗下有【薇希斯之徒】監視各國，直屬隱秘部隊【勇者神劍】，以及三位神徒（初代勇者アルス，虚人ヨミビト）。一直在城堡地底暗中建造大量巨型仿造聖體。真正目的是反叛天界、成為主神，這樣就無可阻止其虐殺行為。

#### 薇希斯之徒
喵丹·奇奇佩（聲：汐入明日香）
亞萊昂神獸喵琪的義姊。有三個親妹妹（ライア，シルシィ，ニョノ）遭薇希斯隔離，用來控制喵丹為其出力。高雄組的培訓人員。及後見證著拓斗手刃【黑狼】索賈特・西葛穆斯及白狼騎士團，向女神匯報後受到高雄姐妹影響而暗中錄下其狂言，加上從埃麗卡得知喵琪獲蒼蠅王所救而正式決心反抗女神，並且將露基艾拉的幼體、其妹妹與異界勇者們一同帶出王國，到了米拉陣營時還與喵琪重逢。

#### 勇者神劍
女神薇希斯的隱密部隊，共十人。屠殺史畢德全族的真兇，並以此作為隊伍榮耀的起點。成員性格扭曲且嗜殺，從心底不把亞人及精靈等視為人類，視各種對喵琪的凌虐行為是正當的教育及仁慈之舉。直至最後依舊把一切不利因素或不如意的發展都歸咎於喵琪的存在。
隊伍內部之間的互動，像一般故事中溫馨的勇者小隊，互相扶持。享受對敵人使用酷刑拷問。
他們自年幼開始實力強到足以令人恐懼。被女神指派去調查盡頭之國，最終全隊均慘死於大遺跡地帶。
盧因·西爾
勇者神劍的隊長，稱號【勇者神劍】，稱號與團名相同的原因，是因為其他隊員認為【勇者神劍】這稱號應該歸屬於盧因・西爾。勇血一族，黑髮劍士，勇者神劍雙強之一，實力高超，被薇希斯吹捧若屍人・加德蘭是【人類最強】，盧因就是「勇血最強」，並且潛能超越【人類最強】。第六感強大，能在一定程度上摸索出「真相」，其他團員都非常信賴他的直覺。崇拜女神薇希斯，且憎惡亞人，在幼年時期與其餘團員參與滅絕史畢德族的行動，經常凌虐喵琪。視喵琪是女神放在他們隊伍中的「任務物品」，其餘隊友們認為曾經阻止過隊員傷害喵琪身體器官的他非常溫柔。在四人同時被拷問中，第三個說出女神任務丶有關第六騎士隊及刺殺禁字族等情報，最終在拷問中被三森燈河用【BERSERK】殺害。至死為止對三森向女神復仇之事依舊不解。
皐月
稱號為【殘刃】，勇者神劍雙強之一，實力出眾，能獨立殺死人面種，被盧因・西爾視為勁敵及摯友，但實力上，盧因・西爾仍略勝一籌。
隊伍中死亡的第五人。在尋找喵琪途中，先後中了三森燈河的【POSION】及【BERSERK】，發瘋衝向【白璧雜音】，最後被盧因斬殺而死。死前一瞬恢復神智，知道斬殺自己的是盧因。
艾蕾諾
認為亞人骯髒，忍受著由喵琪替她搬運愛用廚具的事情。與蜜娜良性競爭著盧因。
是四人同時被拷問中，第一個說出情報「女神想殲滅盡頭之國的亞人及魔物」。隊伍中死亡的第八人，最後甚至向三森燈河提出想以身體換取存活機會。
尤骨恩
在隊伍中擔任捉弄隊員，負責開玩笑的和諧角色。是四人同時被拷問中，第一個做出打算說出情報的人。隊伍中死亡的第七人。
蜜娜
隊伍中擅長激勵盧因，揮去他心中迷茫的女隊員。能使用詠唱專用的魔導具手甲張開要塞型魔術「白璧雜音」。是四人同時被拷問中，第二個說出情報「另一個神獸在女神手中」的人。是隊伍中死亡的第六人。
加洛
多番揚言要刺穿喵琪鼓膜。與南特丶皐月一同出發尋找喵琪及失聯的兩位隊員。途中與南特及皐月分開，被瑟拉絲斬殺，唯二不是死於三森燈河手中的人。
南特
隊伍中死亡的第四人。第一人稱為「老夫」，多番揚言要刺穿喵琪雙眼。與加洛丶皐月一同出發尋找喵琪及失聯的兩位隊員。中了三森燈河的【BERSERK】後死於皐月手中。
特雅德
隊伍中第三位死亡的人，擅長追蹤丶偵察。與三森燈河有短暫對談，使三森燈河明白了「勇者神劍」隊伍的「榮耀」就是逼害亞人。最後被三森燈河斬殺。
拜德維恰
隊伍中第二位死亡的人，擅長追蹤丶偵察。最後中了三森燈河的【BERSERK】，被特雅德割喉而死。
司特萊夫
隊伍中第一位死亡的人，死前回到隊友面前，想在最後對艾蕾諾表白。唯二不是死於三森燈河手中的人。

#### 十三騎兵隊
亞萊昂王國除了異界勇者以外的明面最強戰力，騎兵團主體是由多名菁英騎兵組成，戰鬥力相當強大，被歸類在世界級兵種，其中以第六、第十、第十二騎兵隊最為著名。就算被擊敗、全滅都能在戰役後重組新生的騎兵隊。

##### 第一騎兵隊
十三騎兵隊中最不被看好的騎兵隊，除了歷代第一騎兵隊隊長同時是十三騎兵隊總隊長皆由亞萊昂王國名門貴族的次子以下擔當外，第一騎兵隊的其他成員，多為資歷不怎麼優良的罪犯和流氓等。曾俘虜並屈辱試圖與之談判的里潔羅特，最終於進攻盡頭之國時遭三森用計擊敗，為第一個被擊敗的騎兵隊。
密迦拉·優卡利昂
亞萊昂王國貴族優卡利昂家次男，十三騎兵隊總隊長兼第一騎兵隊隊長，妒嫉第六騎兵隊屠殺夏那提司族的功績。曾提議要在佔領盡頭之國後，在盡頭之國設立巨大的娼館將亞人們供人類折磨和虐殺。最終於進攻盡頭之國時遭三森殺害。

##### 第二騎兵隊
由數個小隊為單位相互獨立的騎兵隊，非常廣泛的分布在中央戰場。
萊西多·戴德·史特立德
第二騎兵隊隊長。

##### 第三騎兵隊
於進攻盡頭之國時，遭基歐率領的豹煌兵團和三森利用樹林設下陷阱擊敗。

##### 第四騎兵隊
於進攻盡頭之國時，遭可洛尼克的龍煌兵團擊敗撤退，後於增援第十二騎兵隊時遭三森全滅。

##### 第五騎兵隊
於進攻盡頭之國時遭擊敗。
普蘭索爾·斯塔尼奧
第五騎兵隊隊長，別名『灰葬的普蘭索爾』。

##### 第六騎兵隊
亞萊昂十三騎兵隊中最強的戰力，此隊伍在之前出征時，都有長久以來的不敗紀錄，根據目前現有的情報，顯示出整隊裡的隊員的實力，都有A級勇者等級的實力，由於因為他國情報不足，因此不知第六隊的恐怖，其隊長穹德實力更是有可能達到目前S級勇者的實力，但是由於因為存在感極低，所以時常被人忽視，但是在第七券因為〈黑炎勇者〉安智弘歧視異界人的態度，將它單方面毒打了一頓，並使其毫無還手之力，安智弘可以說是A級最強的存在卻被他秒殺，跟第六騎兵團對抗可以說是和一群A級勇者對抗。
穹德
第六騎兵隊隊長，屍人·加德蘭同母異父的兄弟。
喜歡藉著殘殺善良的人，以欣賞幸福美滿家庭或感情親昵的戀人分崩離析、墮落凋零，進而互相唾罵、推卸責任的瞬間。同時認為實質扭曲的勇者神劍隊伍不符合自己口味。第八卷提及是虐殺黑暗精靈部落《夏那提司》的真兇，並且對殺得太隨便而感到可惜。
曾被女神指派去暗殺狂美帝，於中途和安智弘會合，並將安智弘凌辱一番，並打算將安智弘殺死，並推卸責任到米拉帝國身上。
進攻盡頭之國時，先是刻意減緩其他騎兵隊的行軍步調，使企圖搶功勞的密迦拉總隊長及第一騎兵隊成員紛紛陣亡，藉此得到十三騎兵隊的指揮權。最後在一番激烈攻防之下，遭瑟拉絲砍成重偒再被燈河麻痺，雙方一陣交談後，最終在激動之下傷重而亡。
菲爾諾克·達坦
第六騎兵隊副隊長。
在進攻進攻盡頭之國的戰役中，襲擊並俘虜了龍煌兵團並將他們凌虐一番，令他們精神崩潰，並在可洛尼克身上留下挑釁意味濃厚留言的牌子，惹怒了三森，最終遭到三森俘虜，並將整隊交由龍兵們，決定是否要以牙還牙虐殺對方，但龍兵們表示無法以同樣殘忍的手段來凌虐對方，而選擇以致命一擊的方式將全隊處決。
拉帝斯
亞萊昂的另一位神獸，期望在進攻盡頭之國中的表現能受女神認同，以獲得爵位和統治部分盡頭之國亞人的權利。於逃亡中與第十一騎兵隊合流，最終被盡頭之國俘虜。

##### 第七騎兵隊
十三騎兵隊中規模最大的部隊，於進攻盡頭之國時，遭到米拉軍及盡頭之國軍隊共同擊敗。

##### 第八騎兵隊
於進攻盡頭之國時遭米拉軍擊敗。
柳肯·葛夫李奧
第八騎兵隊隊長，遭狂美帝擊敗。

##### 第九騎兵隊
於進攻盡頭之國時，遭到米拉軍和淺蔥組成員們擊敗。表面上整個騎士隊已經全滅，事實上僅削減一成人員，並在投降後以囚犯的身份待在地下牢房。
哈特·耶格
第九騎兵隊隊長，被狂美帝和戰場淺蔥擊敗後隨即投降。
白雪·瓦嘉德
第九騎兵隊副隊長，被狂美帝和戰場淺蔥擊敗後隨即投降。

##### 第十騎兵隊
別名『美食騎兵隊』，會判斷對手是否可食用，若可會將肢解殺死後烹飪食用，於進攻盡頭之國時，遭到三森假冒傳令兵偷襲而全滅，為第二個被消滅的騎兵隊。
愛吉絲·瓦恩
第十騎兵隊隊長。
托瑞斯
第十騎兵隊副隊長。

##### 第十一騎兵隊
於進攻盡頭之國的期間，試圖增援第七騎兵隊時遭瑟拉絲擊潰。

##### 第十二騎兵隊
因騎兵隊中盡是老人，亦被喻為『吸精騎兵隊』，於進攻盡頭之國遭可洛尼克率領的龍煌兵團和三森擊潰。
阿路蘇·多米托裏
第十二騎兵隊隊長，被三森麻痺後被可洛尼克斬殺。
格雷琴·多米托裏
第十二騎兵隊副隊長，被三森麻痺後被可洛尼克斬殺。

##### 第十三騎兵隊
於進攻盡頭之國時遭基歐率領的豹煌兵團擊潰，隊長被基歐討伐。

#### 亞萊昂騎士團
辛齊·裘魯凱姆
團長。追擊瞄丹時率領人馬型聖體部隊，企圖按照女神的想法，將其妹妹們殺害以後以她們的屍骸虐殺瞄丹，但被十河以武裝戰陣構築而成的長槍射殺。

#### 劍虎團
大陸知名的傭兵團，主要核心成員有七人，被亞萊昂徵召，並且擔任異界勇者的培訓人員。在進攻米拉帝國時被蒼蠅王（三森）制服後囚禁在某間房子的地下室，而蒼蠅王（三森）決定交由狂美帝處置。表面上全團員已經被斬首示眾，事實上仍然存活並以囚犯的身份待在地下牢房。
莉莉·阿達曼丁（聲：集貝花）
劍虎團的隊長，一開始在米魯茲遺跡調查時，遇上迷宮中出現的怪異事件（其實是三森以【狀態異常】造成的），並碰巧遇上哈提（三森），但不知對方的身分，打算告知對方關於迷宮出現的怪異現象，並勸他離開迷宮。
因自己和隊友的家眷遭到女神挾持，而被迫加入亞萊昂陣營，曾擔任淺蔥組的培訓人員。
後被女神指派去和小山田與澤拉帝，一同進攻米拉帝國。曾向隊友們承諾不會有人犧牲，並且一起回家，但不料蒼蠅王（三森）對其先以【PARALYZE】偷襲，最終在蒼蠅王（三森）補上【SLEEP】以後失去意識而被制服。
在米拉帝國城堡地下牢房驚訝蒼蠅王就是曾在米魯茲遺跡第13層遇上的哈提（如上述二者皆是三森）。
弗司（聲：岩澤俊樹）
劍虎團的副隊長，與以下團員一樣被蒼蠅王（三森）利用【SLEEP】制服。
比葛
朵洛娃
優恩
波吉克
伊洁露

#### 其他
澤拉
米拉第26代皇帝（頭銜遭剝奪），因向女神誓忠而遭到選帝三家罷免，史稱【放逐帝】。自稱為當今米拉帝國唯一合法的皇帝，並稱狂美帝為篡奪者。被女神指派去和小山田與劍虎團一同進攻米拉帝國。女神曾向其承諾在亞萊昂控制米拉的情況下，再度扶植他為米拉皇帝。最終被淺蔥組成員們和狂美帝聯合擊殺。

### 瑪格納王國
神聖聯合的加盟國之一，位於大陸北邊的國家，處於對抗大魔帝的最前線。國王為白狼王，擁有【白狼騎士團】。
格諾傑亞・西葛穆斯（聲：三宅健太）
瑪格納王國國王，索賈特的兄長，擁有【白狼王】之稱。在大魔帝發動大侵略的混戰中負傷，並且被狂美帝悄悄地帶到米拉帝國。首度登場時在米拉帝國城堡地下牢房，並在得知索賈特死亡的真相後揚言不會原諒女神。
索賈特・西葛穆斯
瑪格納王國白狼騎士團長，白狼王的弟弟，擁有【黑狼】之稱。被自稱瑪格納國王的桐原殺死。

### 烏爾薩王國
神聖聯合的加盟國之一，位於大陸正南邊的國家，王都為蒙洛伊，現任國王為魔戰王吉恩，主要戰力為【魔戰騎士團】。三森被廢棄而轉移而至的廢棄遺跡亦設於該國米魯茲近郊的闇色森林。
基恩（聲：赤坂柾之）
烏爾薩國王，擁有【魔戰王】之稱，對女神相當畏懼且忠心耿耿，在得知五龍士之死後，打算招募自稱殺害五龍士的咒術師集團【亞信特】，卻因亞信特的不明原因失蹤和子安公爵的死亡而沒有得逞。米拉侵略烏爾薩期間，多次向女神求助。蒙洛伊淪陷後出逃，但還是被混合軍逮捕。
貝因烏爾夫
烏爾薩國王最強戰士，擁有【飛龍殺手】之稱，能藉龍血的力量龍人化和儘快恢復傷勢。其臥病在床的父親需要一款極其罕見的藥物才能存活。被派往亞萊昂，作為十河組兼安組的培訓人員，相當看好十河的實力。在魔防白城戰役中身受重傷，以後在蒙洛伊西方的父親那裡療養。從狂美帝得到足夠的救父藥物後，接受其拉攏，並且安慰受女神所騙的十河。
蒙克·多羅格提（聲：鳥海浩輔）
稱號【閃光】，有著毫髮無傷就擊倒三隻食屍狼的實力，曾經見過瑟拉絲·亞休連並且邀請她被拒。在米魯茲廣場企圖揭發瑟拉絲，因瑟拉絲使用精靈術，將雙耳變成人類般的耳朵而不成，自己也倍感受辱。以後在米魯茲遺迹與兩名傭兵計劃對瑟拉絲不利時，被路過的三森以【PARALYZE】偷襲，這三人最終在動彈不得以下被迷宮裡的魔物們吞噬而死。（而吞噬他們的魔物們亦被三森排除掉）
古雷德·哈克雷（聲：楠大典）
米魯茲的領主，爵位為侯爵。發現所管理的遺迹的新一層而發出探索委託，其中「龍眼聖杯」的報酬為金幣300枚，引來瑟拉絲、蒙克、三森的注意。
子安（聲：松山鷹志）
亞信特的雇主，爵位為公爵，受國王基恩委託，招募亞信特。在追殺伊芙和麗茲時，被三森和伊芙聯手殺害。事後他的死被認為是【亞信特】所為。
科斯特羅（聲：菊池通武）
子安公爵的私兵隊長，原本被認定為伊芙未來在血鬥場上的對手，曾揚言將伊芙作成豹皮大衣，最後被三森和伊芙聯手殺害。事後他的死被認為是【亞信特】所為。

#### 神聖守衛
全由勇血一族組成，名聞遐邇的傭兵團，人數為4人，接受涅亞聖王奧特拉・休特拉繆斯委託，追捕瑟拉絲・亞休連，全員最終在闇色森林被剛走出廢棄遺跡的三森殺害，死後更被廢棄遺跡調查隊隊員譏諷為不厲害的家伙。
薩拉修·法因博德（聲：岩澤俊樹）
稱號為【牙】，神聖守衛隊長，家裡排行老三，也是家中實力最不被看好的人，儘管實力足以和瑟拉絲匹敵，有兩個哥哥皆是亞信特成員。
阿修羅（聲：稻田徹）
稱號為【鬼雙天骸】。
吉歐貝因·賽恩該（聲：青山穰）
稱號為【激壓】。
瑪加茨·布雷帝努（聲：龜山雄慈）
稱號為【劍神】。

#### 亞信特
自稱是黑龍殺手的咒術師集團，表面上是善於使用咒術的咒術師集團，但事實上，其實是個繼承暗殺者公會意志的人們，組成的暗殺組織，且成員聽命於幕亞齊，並且透過騙術、毒物和暗殺技巧來達成目的，同時將暗殺成果當作【咒術】來宣傳，但隨著包括幕亞齊在內成員的失蹤(事實上為全員死亡)和子安公爵的死亡，再加上【亞信特·蒼蠅王戰團】的出現而完全消聲匿跡。
幕亞齊（聲：宮田幸季）
亞信特的團長，老謀深算的詐欺師，性格狡詐、且虛榮心強，擁有極高的智商和強大的觀察、推理及謀略等能力。受公爵之託追殺伊芙和莉茲的時，安排別動隊試圖用計包夾他們，並遇上了瑟拉斯，在即將對其不利之時反被三森算計，最終被三森偷襲而亡。其遺體被三森利用【FREEZE】銷毀而消失。
貝爾加&瓦拉岡·法因博德
亞信特的成員，勇血一族，神聖守衛隊長薩拉修的兩位哥哥，號稱亞信特最強兄弟組合。弟弟貝爾加原本預定為伊芙在血鬥場上的對手，擅長近戰。而哥哥瓦拉岡擁有精準的射擊能力。後來兩人受公爵之託追殺伊芙和莉茲，最終皆死於三森的偷襲。他們遺體皆被三森利用【FREEZE】銷毀而消失。

### 巴庫歐斯帝國
神聖聯合的加盟國之一，位於大陸東南邊，是全大陸最強的霸權國家，以擁有五龍士為首的【黑龍騎士團】而自豪，經常向除了亞萊昂以外的周遭國家發動擴張，曾在女神的授意下侵略涅亞聖國，且經常和烏爾薩王國有軍事糾紛。由於屍人帶領的五龍士及其部隊，因在烏爾薩王國米魯茲近郊的闇色森林，進行追殺瑟拉絲・亞休連的行動時全員團滅，以致重挫巴庫歐斯的戰力，因此沒有出席之後神聖聯合的會議。

#### 黑龍騎士團
大陸最強的騎士團，巴庫歐斯的驕傲，其中以黑龍騎士團的最強精英【五龍士】為首而聞名於世，隨著【五龍士】的團滅而逐漸勢微，間接導致迎戰魔王軍時，人類損失慘重。

##### 五龍士
最強的五位龍騎士，除了屍人騎乘白龍外，其他四名成員雖同樣依舊騎乘黑龍，但大小均比一般黑龍騎士所騎乘的還來的巨大。
屍人·加德蘭（聲：諏訪部順一）
黑龍騎士團團長，五龍士之一，稱號【人類最強】。白髮紅眼，被女神稱作《超乎常理的存在》，非神族後裔，也非勇血一族，只是一介普通人類，強大原因不明，實力足以殺死人面種，一人的戰力足以與一個國家抗衡。是個戰鬥狂，渴望挑戰強敵，重視家族榮譽和注重舞台流程，坐騎為巨型白龍。在烏爾薩王國邊境米魯茲進行追捕瑟拉絲・亞休連的行動時，被三森偷襲後死去，他的死去，震撼整座大陸。
歐本（聲：澤城千春）
五龍士之一，金髮男性，褐色肌膚，五官端正，耳上帶著耳環，擅長拷問，興趣為收集寶石。想將瑟拉絲殺死後換取聖王的財產，最終被三森偷襲後死去。
舒百咨（聲：竹內良太）
五龍士之一，中年男性，留有熊一般的鬍鬚，深咖啡色的頭髮全往後梳， 長相深具男子氣概，左眼戴著黑色眼罩，聲音為沉靜的男中音。身型壯碩，卻沒有粗野的形象，呈現出老奸巨滑的氣質，有貴族的感覺。企圖將瑟拉絲當作慰安婦供部下享樂，被三森偷襲後死去。
古林利塔
五龍士之一，稱號為【勇血殺手】，在三森擊敗五龍士後提及，性格嗜血好戰，被譽為是遲早會超越【人類最強】的逸才，為舒百咨的兒子，連其他五龍士都拿他沒轍，在三森前往瑟拉絲身邊的路上遭三森殺死。
御靈（聲：龜山雄慈）
五龍士之一，也是五龍士中第二個死亡的人。男性，左眼從繃帶下露出來，死後繃帶下的術印發動，指出三森的所在地，吸引周邊待命的黑龍騎士群起圍攻三森。

##### 五龍士的下屬
基琛（聲：笠間淳）
歐本部隊副隊長，忠實於慾望，在即將侵犯瑟拉絲時被三森以《PARALYZE》制止行動，並殺死自己坐騎的黑龍，因無法行動而被屍人用長槍貫穿頭部殺死。

##### 三龍士
在黑龍騎士團的精英【五龍士】覆滅後，重新選拔出的三名龍騎士，負責統領重新組建的黑龍騎士團，雖然實力出眾，但戰力仍不及全盛時期。在魔防白城保衛戰中貢獻巨大，但也付出巨大傷亡，【三龍士】中兩名成員巴赫·米格斯和瓦爾塔·愛司拜因在戰役中陣亡，僅剩葛斯·多倫斐特存活。經此一役，重新組建的黑龍騎士團和選拔的三龍士，又再度瀕臨瓦解，使騎士團內部缺乏主力的問題愈發嚴重。
巴赫·米格斯
瓦爾塔·愛司拜因
葛斯·多倫斐特

### 涅亞聖國
原神聖聯合的加盟國之一，曾遭到巴庫歐斯帝國淪陷而一度滅國，被巴庫歐斯帝國佔領，目前正計劃復國。主要戰力為【涅亞聖騎士團】，即便涅亞已滅國，仍然依舊繼續效忠著涅亞王室。
奧特拉·休特拉繆斯
前涅亞聖國國王，擁有【聖王】之稱，涅亞滅國後定居於巴庫歐斯南部，試圖派人追殺瑟拉絲，最終因發瘋而亡。
卡朵蕾雅·休特拉繆斯
前涅亞聖國公主，屍人·加德蘭的原未婚妻。表面上對女神忠誠，實際上非常厭惡她。和前聖騎士團長瑟拉絲是閨蜜且關係非常好，在巴庫歐斯侵略涅亞期間幫助其逃亡，並且一直在背後保護著她。之後因為信任蒼蠅王（三森），再加上為了避免瑟拉絲落入女神的手中，而將瑟拉絲託付給他。以後成為混合軍總指揮官，收到記載著女神聲音及影片的手機的消聲後轉投米拉陣營。
瑪琪·露諾菲亞
涅亞聖騎士團的新任團長，在瑟拉絲離開後接替其位置。露諾菲亞侯爵家的千金，身形矮小，看似蘿莉，同時也是大陸上極少數的詠唱咒語使用者。

### 約納特公國
神聖聯合的加盟國之一，位於大陸西北邊的國家。主要戰力以【殲滅聖勢】為主。擁有名為「聖眼」的古代魔導具，能對整個大陸超過一定高度的金眼魔物自動發動攻擊，也因此大魔帝軍只能以地上軍為主力。只有現女王一族擁有啟動聖眼的能力。而關於聖眼本身的機制，就連對神族來說也仍舊是充滿謎團的存在。
阿魯瑪·賽特諾奇亞（アルマ・セントノキア，聲：淺野真澄）
約納特女王，「聖眼」的守護者。
邱莉亞·吉爾斯廷
約納特聖女。

#### 四恭聖
據稱實力勝過約那特聖女，而聞名的四位兄弟姐妹，全員皆為勇血一族。被派往亞萊昂並且擔任異界勇者的培訓人員，後協助對抗大魔帝入侵，除長男外全數犧牲。
亞季多·安袞（聲：笹翼）
四恭聖中的長男，在魔防白城戰役中遭受重創昏迷。
布朗•安袞
四恭聖中的次男，是名戴著眼鏡的高䠷青年，散發出神父般的溫潤氣質，魔防白城戰役中，在與十河綾香會合時，頭顱被線鼬魔物裂成兩半而死。
亞比斯・安袞
四恭聖中的長女，赤髮，擁有【灼腕】之稱，在魔防白城戰役中遭到人面種襲擊，上半部被吞噬而死。
懷特•安袞
四恭聖中的次女。

### 米拉帝國
神聖聯合的加盟國之一，位於大陸西南邊的國家，帝都為羅瓦，現任皇帝為狂美帝，主要戰力以【輝煌戰團】為主。國家自第一代皇帝法爾肯開始便有稱霸大陸的理念，由於自第二代皇帝鐸特受到了女神薇希斯的屈辱開始，米拉皇族與女神之間的結怨極深。該國也是少數願意接納亞人種的國家之一，同時也是少數擁有保存國寶的國家之一，且沒有將國寶奉獻給亞萊昂。後隨著狂美帝向女神高舉反旗，開始向亞萊昂宣戰。
狂美帝（聲：小野賢章）
全名為法爾肯鐸特翠涅・米拉帝斯歐爾席特。米拉帝國皇帝，同時也是米拉最強戰士，米拉三兄弟的么子，長相妖豔的男性，名字皆取自歷代米拉皇帝，以「美麗到令人發狂」而聞名，也因此淺葱组的女性成員們都迷上他的面貌。持有武器神聖劍【誓約聖潔之劍】，與【黑狼】索賈特・西葛穆斯的神魔劍【暴風勝利之劍】成對。對亞莱昂王國的立場頗有微詞。原本和神聖聯合合作，但後來背叛了女神並向亞萊昂王國宣戰。
凱澤·米拉
米拉帝國宰相，米拉三兄弟的次子。

#### 選帝三家
米拉帝國內輔佐皇族的三大公爵家族，擁有扶植、監督和罷免皇帝的權利，同時也把持著國政和教育，權利可說在皇帝之上。
豪森·迪亞茲
選帝三家之一，迪亞茲家族的當家
悠悠·奧爾德
選帝三家之一，奧爾德家族的當家
琳奈·希特
選帝三家之一，希特家族的當家，當看到瑟拉斯穿著自己妹妹的作品時特別開心。

#### 輝煌戰團
祿海特·米拉
狂美帝同父異母的哥哥，米拉三兄弟的長子，米拉帝國將軍和戰略方面的總司令官。
霍克·蘭丁
祿海特的輔佐官，也是狂美帝身邊的得力助手，為人善良。在米拉的帝都保衛戰爭中被小山田翔吾打死。

### 盡頭之國
由被受歧視的亞人種們，為了躲避女神軍及其同盟追殺，而共同組建的隱密國家。建國時受過埃麗卡(禁忌魔女)傳授知識及魔導具。國土位置正於金棲地帶底下，長期處於鎖國狀態。國家體系名義上奉行君主立憲，但內部政治稍微傾向委員會制，由【七煌】共同統治，且【七煌】作為國家的實質領袖，地位皆為平起平坐，且國王作為【七煌】成員之一也沒有高於其他成員的權利。現任國王為澤庫特王，宰相為里洁羅特。為了抵抗女神，目前正與米拉帝國結盟。主要戰力以四戰煌掌管的【四煌兵團】為主。
澤庫特王
不死王，巫妖族的族長兼盡頭之國國王，【七煌】之中最年長的成員，發言權低於宰相。在建國時受過埃麗卡(禁忌魔女)幫助，至今依舊對其抱有感激。
沐寧
禁字族（庫洛薩卡）的族長，族內唯二身上擁有可以發動禁咒之紋樣的人。女神要肅清的對象，長期受盡頭之國保護。現和蒼蠅王戰團一同作為盡頭之國的和平大使前往米拉帝國談判。
里潔羅特·奧尼可
蜘蛛型亞人種，穿著戎裝綁著雙馬尾的亞人少女，阿拉克捏族的族長兼盡頭之國宰相，【七煌】之一。身形嬌小，看似蘿莉。
典型的文官，厭惡暴力，是個大談理想論，主張與人類談判的反戰派人士。
在七煌中最為能言善辯，事後愛主張自己的「正確」性，主張自己登上宰相一職後，國內從來沒有發生過不能靠談判和平解決的情形。認為假如有談判失敗的例子，有自信只要換上自己出面談判就會成功。
在長期鎖國的情況下對外界發展一無所知，想像女神方經過時間的洗禮，說不定也渴望尋得與盡頭之國的和平相處之道。為了讓盡頭之國邁向開國，曾打算與女神軍談判。曾經稱呼與女神為敵的蒼蠅王（三森）為野蠻人。認為蒼蠅王（三森）作為盡頭之國的外人煽動蠱惑其餘七煌使他們變得好戰，也認為把蒼蠅王（三森）送過來的埃麗卡(禁忌魔女)食古不化。
在首次遇到亞萊昴第一騎兵隊時，欲開始談判，卻因第一騎兵隊的蠻橫行徑而破局，後被蒼蠅王（三森）所救，之後在看清亞萊昂13騎兵隊真面目的同時，也認清了與自己天真幻想相對的現實，也因此立場轉而支持蒼蠅王（三森）。
儘管目睹了第一騎兵隊的蠻橫，但仍然依舊沒有放棄與人類談和的理想，因此將目標轉向與亞萊昴敵對的米拉帝國。
葛拉特菈
鳥型亞人種，哈比族的族長，盡頭之國親衛隊長，【七煌】之一。

#### 四戰煌
【七煌】中負責掌管盡頭之國軍事的另外四名成員。
阿米亚·布拉姆·琳克斯
【四戰煌】之一，蛇妖族族長兼蛇煌兵團團長，性格健談，會和跟她打招呼的民眾揮手。
可洛尼克·朵藍
【四戰煌】之一，龍人族族長兼龍煌兵團團長，在戰場上發現神獸後，因部分龍兵擅自追趕神獸，無法置之不理而隨之進擊，因而遭假冒成第五騎兵隊的第六騎兵隊擊敗，並且被菲爾諾克折磨而精神崩潰。
基歐·影刃
【四戰煌】之一，豹人族族長兼豹煌兵團團長，個人戰力為四戰煌團長中實力最強的菁英。
與伊芙的毛色不一樣，看起來像黑豹。從三森燈河來訪時得知史畢德族「被憎恨亞人的人類毀滅了」，而感到悔恨。
吉路·梅爾
【四戰煌】之一，半人馬族族長兼馬煌兵團團長。

### 其他人物
安格林·巴斯拉德（聲：井上和彥）
與三森穿同個長袍（這長袍的原主）的老人，被女神廢棄的異世界勇者之一，人稱大賢者、暗黑勇者，在遺跡中被噬魂魔殺害並被吞噬靈魂。死後留下的日記及一些資料成為三森日後開啟復仇之路的關鍵。在噬魂魔被擊敗後和其他靈魂一起得到解放，告訴三森自己的遺言，並期望他能擊敗女神，為所有被女神拋棄的人復仇。
蒼蠅王
古代民間傳說中被放逐的魔族之王《貝爾傑吉亞》，為三森效仿的對象，曾將魔鬼島改建成要塞，長達100年間提防外敵，雖然最後他和其部下都全軍覆沒，之後仍被世人尊為英雄。
大魔帝
統治北方邪惡之地的魔王，擁有製造金眼魔物的力量，曾出兵攻打瑪格納王國的魔防白城，及獨自攻打亞萊昂王國的王都艾諾。被投靠他的桐原背叛擊殺。
露基艾拉
與薇希斯同為來自天界的神族，有著銀髮金眼與一身配備鎧甲的純白衣裳。
上層神族發現薇希斯的所為超過干涉值的「判定」，因而派遣她與其神徒特魯昂以及瓦納哥迪亞與其神徒提爾慕克討伐薇希斯，然而除她以外都被薇希斯的三位神徒全滅，她本尊亦被薇希斯破壞到只剩下頭部直到萎縮殆盡。即使如此還是重新構築起幼兒姿態的分身並與瞄丹接觸，得其協助逃出王國，到了米拉陣營時與蒼蠅王（三森）接觸。

## 出版書籍

### 輕小說
| 卷數 | OVERLAP        | OVERLAP                | 東立出版社     | 東立出版社                                                 |
| 卷數 | 發售日期       | ISBN                   | 發售日期       | ISBN / EAN                                                 |
| ---- | -------------- | ---------------------- | -------------- | ---------------------------------------------------------- |
| 1    | 2018年7月25日  | ISBN 978-4-86554-372-8 | 2019年3月21日  | EAN 471-060-104-291-5（首刷限定版） ISBN 978-957-262-837-9 |
| 2    | 2018年12月25日 | ISBN 978-4-86554-426-8 | 2019年8月30日  | EAN 471-094-556-086-1（首刷限定版）                        |
| 3    | 2019年5月25日  | ISBN 978-4-86554-494-7 | 2019年10月31日 | EAN 471-060-104-009-6（首刷限定版）                        |
| 4    | 2019年10月25日 | ISBN 978-4-86554-559-3 | 2020年1月16日  | EAN 471-060-104-097-3（首刷限定版）                        |
| 5    | 2020年4月25日  | ISBN 978-4-86554-645-3 | 2020年7月31日  | EAN 471-060-104-291-5（首刷限定版）                        |
| 6    | 2020年11月25日 | ISBN 978-4-86554-814-3 | 2021年2月4日   | EAN 471-060-104-462-9（首刷限定版）                        |
| 7    | 2021年5月25日  | ISBN 978-4-86554-909-6 | 2021年9月27日  | ISBN 978-957-267-560-1（首刷限定版）                       |
| 8    | 2021年11月25日 | ISBN 978-4-8240-0044-6 | 2022年2月21日  | ISBN 978-957-268-564-8（首刷限定版）                       |
| 9    | 2022年6月25日  | ISBN 978-4-8240-0186-3 | 2022年9月22日  | ISBN 978-626-718-655-8（首刷限定版）                       |
| 10   | 2022年12月25日 | ISBN 978-4-8240-0363-8 | 2023年4月10日  | ISBN 978-626-360-361-5（首刷限定版）                       |
| 11   | 2023年6月25日  | ISBN 978-4-8240-0527-4 | 2023年10月2日  | ISBN 978-626-372-828-8（首刷限定版）                       |
| 11.5 | 2024年1月25日  | ISBN 978-4-8240-0711-7 | 2024年8月5日   | ISBN 978-626-021-479-1                                     |
| 12   | 2024年7月25日  | ISBN 978-4-8240-0854-1 | 2025年3月6日   | ISBN 978-626-022-739-5                                     |
| 13   | 2025年4月25日  | ISBN 978-4-8240-1150-3 | 2025年7月23日  | ISBN 978-626-024-999-1                                     |

### 漫畫
| 卷數 | OVERLAP        | OVERLAP                | 東立出版社    | 東立出版社             |
| 卷數 | 發售日期       | ISBN                   | 發售日期      | ISBN                   |
| ---- | -------------- | ---------------------- | ------------- | ---------------------- |
| 1    | 2019年12月25日 | ISBN 978-4-86554-593-7 | 2021年1月14日 | ISBN 978-957-26-5427-9 |
| 2    | 2020年6月25日  | ISBN 978-4-86554-688-0 | 2023年3月10日 | ISBN 978-957-26-5428-6 |
| 3    | 2020年12月25日 | ISBN 978-4-86554-814-3 |               |                        |
| 4    | 2021年6月25日  | ISBN 978-4-86554-949-2 |               |                        |
| 5    | 2021年12月25日 | ISBN 978-4-8240-0074-3 |               |                        |
| 6    | 2022年5月25日  | ISBN 978-4-8240-0199-3 |               |                        |
| 7    | 2022年12月25日 | ISBN 978-4-8240-0374-4 |               |                        |
| 8    | 2023年6月25日  | ISBN 978-4-8240-0537-3 |               |                        |
| 9    | 2024年1月25日  | ISBN 978-4-8240-0722-3 |               |                        |
| 10   | 2024年6月25日  | ISBN 978-4-8240-0869-5 |               |                        |
| 11   | 2024年11月25日 | ISBN 978-4-8240-1005-6 |               |                        |
| 12   | 2025年5月25日  | ISBN 978-4-8240-1202-9 |               |                        |

## 電視動畫
本作於2024年官方X宣布動畫化。

### 主題曲
片頭曲Hazure
主唱：超学生，作詞、作曲：辻村有記、山中拓也（THE ORAL CIGARETTES），編曲：辻村有記
第1、12話為片尾插入
片尾曲pray
主唱：Hakubi，作詞：片桐、作曲：Hakubi，編曲：Evergreen Leland Studio、Hakubi
第1話未使用
第12話作插入歌使用

### 各話列表
| 話數 | 標題                    | 劇本     | 分鏡       | 演出              | 作畫監督 | 總作畫監督              | 首播日期      |
| ---- | ----------------------- | -------- | ---------- | ----------------- | --- | ----------------------- | ------------- |
| 01.  | 告知召喚始末的女神      | 中西泰博 | 福田道生   | 福田道生          | 河本美代子、宮川智惠子、久松沙紀 岡本圭一郎、西田美彌子、田中彩 | 橋立佳奈                | 2024年 7月5日 |
| 02.  | 廢棄遺蹟                | 中西泰博 | 福田道生   | 喜多幡徹          | Lee Se Jong、Kim Jeong Soon、Shin Na La Oh Seung Hun、園田大勢、北條直明 鵜池一馬、岩崎亮                                                                                  | 橋立佳奈 北原廣大       | 7月12日       |
| 03.  | 邂逅～AVENGER（S）～    | 中西泰博 | 福田道生   | 高山秀樹          | Kim Suho、Kim Myeongsim、Song Jinyeong | 清水空翔                | 7月19日       |
| 04.  | 人稱公主騎士的女子      | 山本     | 湖川友謙   | 湖川友謙          | 湖川友謙 | 橋立佳奈                | 7月26日       |
| 05.  | 名為信賴的枷鎖          | 山本     | 中山岳洋   | 佐藤友一          | Chang Bum- Chul、包佳儀 | Chang Bum Chul 清水空翔 | 8月2日        |
| 06.  | 人類最強 屍人・加德蘭   | 山本     | 指圖科都夢 | 布施木一喜        | 山崎香、河本美代子、岡本圭一郎 柴田志朗、Han seung hui | 橋立佳奈                | 8月9日        |
| 07.  | 蒙洛伊的血鬥士          | 江崎大兄 | 布施木一喜 | 高山秀樹          | Kim suho、Kim juno、VIET DUY NHU MAI、YEN NGUYEN、MAI NGUYEN HONG KY、THANH DIEN、THANH TUYEN LINH AN、DIEU TRAN、HUYNH KY GIA HUY、XUAN TAI、ANH TRUNG KIM DOAN、KIM TUOC | 清水空翔                | 8月16日       |
| 08.  | 與蒼蠅王同行            | 江崎大兄 | 湖川友謙   | 須藤典彥 坂本裕樹 | 平田賢一、三橋妙子、李旭 瞿欣桐、顧宏瑜、代星星 ONE ORDER、Rad Plus 拉普拉斯動畫、湖川友謙                                                                                 | 橋立佳奈                | 8月30日       |
| 09.  | 黑策～missing～         | 江崎大兄 | 宮澤努     | 神谷真希          | 無錫霏潤動畫製作有限公司 章雄、李紹川 HANJIN ANIMATION 無錫櫻花卡通有限公司                                                                                                | 清水空翔                | 9月6日        |
| 10.  | 金棲魔群帶〜encounter〜 | 中西泰博 | 湖川友謙   | 湖川友謙          | 包佳儀、十文字、 柴田志朗、河本美代子、平原真奈美 平田賢一、森木靖泰（魔物）                                                                                               | 不適用                  | 9月13日       |
| 11.  | 前往極限的前方          | 中西泰博 | 福田道生   | 中釜勇亮          | 槙田一章、萩原祥子、李偉峰 趙小川、周文龍、AN YEONGYU JEON BYEONGJUN、CHOI JEONGHWA Studio Revival、翦綺緯 文鴦、包佳儀                                                    | 清水空翔                | 9月20日       |
| 12.  | 王與劍                  | 中西泰博 | 布施木一喜 | 布施木一喜        | 山崎香、包佳儀、何燁 劉沂、黄小珊、OMO盧 徐謙、鄭翰豐、何瀟 | 橋立佳奈                | 9月27日       |

### BD
| 卷數 | 發行日期       | 收錄話數       | 規格編號   |
| ---- | -------------- | -------------- | ---------- |
| 1    | 2024年9月18日  | 第1話 - 第4話  | PCXP-51131 |
| 2    | 2024年10月23日 | 第5話 - 第8話  | PCXP-51132 |
| 3    | 2024年11月20日 | 第9話 - 第12話 | PCXP-51133 |

## 外部連結
- 小說官方網站（成為小說家吧）（日語）
- 小說官方網站（OVERLAP）（日語）
- 漫畫官方網站（日語）
- 動畫官方網站（日語）
- 電視動畫的X（前Twitter）（日語）